# Casa Mestre Pasqual
La Casa Mestre Pasqual és una obra noucentista de Gelida (Alt Penedès) protegida com a Bé Cultural d'Interès Local.

## Descripció
Edifici entre mitgeres de planta baixa, amb coberta de teula àrab i pati posterior. La façana presenta una composició simètrica, amb porta rectangular d'accés centrada i dues finestres als costats. Són elements remarcables les motllures que decoren les obertures, l'ornamentació de la franja superior, que correspon a la cambra d'aire i el coronament amb la inscripció del 1922. És una construcció popular de caràcter noucentista, i es troba inserida en un conjunt harmònic d'edificacions de principis de segle.

## Història
L'edifici data de l'any 1922, d'acord amb la inscripció que apareix al coronament de la façana.